# Léonardo Palmisano
Pour les articles homonymes, voir Palmisano.
Léonardo Palmisano, né le 23 avril 1962 à Morlanwelz (province de Hainaut), est un dessinateur réaliste de bande dessinée belge francophone.

## Biographie
Léonardo Palmisano naît le 23 avril 1962 à Morlanwelz, une commune de Wallonie.
Il est mordu de dessin depuis son plus jeune âge et il s’inscrit à l’Académie des beaux-arts de Binche, en section dessin et publicité. Il poursuit sa formation artistique aux cours de bande dessinée dispensés par Vittorio Leonardo à l’Académie de Châtelet et il la parachève à l’Académie des beaux-arts de Charleroi. Après multiples essais avec divers scénaristes n’aboutissant pas parmi lesquels Jérôme Tailleriche reporter, il participe à l’encrage de personnages pour la série Team Rafale d’Éric Loutte aux éditions Zéphyr.
C'est en 2009, qu'il rejoint l'équipe autour de Jacques Martin aux éditions Casterman, il collabore avec le dessinateur suisse Rafael Moralès sur les ouvrages de la série Les Voyages d'Alix ayant pour thème l'Égypte, il publie ainsi L'Égypte (3) en 2009 puis L'Égypte au fil du Nil en 2013 et L'Égypte - Karnak, Louxor et la vallée des Rois, le trente-septième tome de la série en 2014.
En 2020, il dessine avec Philippe Glogowski comme co-auteur, un album Avec Kœning qui rend hommage à la figure de la Légion étrangère Pierre Kœnig dont le commanditaire est la Fondation de la France libre,, sur un scénario de l'historien militaire  de Patrick de Gmeline dans la collection « Le Vent de l'histoire » aux Éditions du Triomphe. De 2020 à 2021, il dessine de même le diptyque de l'aventure historique Hussards de Bercheny. 
En 2022, il poursuit sa collaboration graphique avec Philippe Glogowski sur le one shot Avec le Maréchal Juin sur un scénario de Patrick de Gmeline dans la collection « Le Vent de l'histoire » aux Éditions du Triomphe. En 2023, il réalise toujours à quatre mains le troisième tome de la série Les Aventures du colonel Mareuil intitulé Prisonnières du désert sur un scénario de Marc Chassillan et Patrick Deschamps dans la collection « La Piqûre du Scorpion » aux Éditions du Triomphe. Cette série d'aventure se déroulant dans un futur proche met en scène le colonel Mareuil confronté à une organisation menaçant l'équilibre mondial. Il sort le quatrième tome l'année suivante.
En outre, il participe au collectif Vesparadise publié aux Éditions BD Lire en 2014 ainsi qu'au Volume 1 de la série Paroles de Scouts avec un récit de cinq planches dans la même collection, mais il n'existe pas de volume 2.  

### Vie privée
Il demeure à Marchienne-au-Pont en 2023.

## Œuvre

### Albums de bande dessinée
Les Voyages d'Alix
- 9. L'Égypte au fil du Nil[3],[9], Casterman, Bruxelles, septembre 2013
Scénario : Rafael Moralès - Dessin : Rafael Moralès et Léonardo Palmisano - Couleurs : quadrichromie -  (ISBN 978-2-203-06258-0) — Réédition de L'Égypte (2), complété de chapitres inédits.
- 29. L'Égypte (3)[10], Casterman, Bruxelles, 22 avril 2009
Scénario : Jacques Martin - Dessin : Rafael Moralès et Léonardo Palmisano - Couleurs : Micheline Pochez -  (ISBN 978-2-203-32928-7) — Préface : Jacques Martin.
- 37. L'Égypte - Karnak, Louxor et la vallée des Rois[11], Casterman, Bruxelles, 7 mai 2014
Scénario : Rafael Moralès - Dessin : Rafael Moralès et Léonardo Palmisano - Couleurs : Micheline Pochez -  (ISBN 978-2-203-32928-7),Nouvelle édition pour les Voyages d’Alix grand format et maquette rénovée avec de nouveaux titres reprenant en résumé un certain nombre de sites décrits dans les précédents albums Égypte 1, 2 et 3. Réédition en 2018 dans la collection « Jacques Martin ».  (ISBN 978-2-203-06259-7)

### Comme encreur

#### Team Rafale
- 1. Présentation Alpha[13], Zéphyr BD, Paris, juin 2007
Scénario : Frédéric Zumbiehl - Dessin : Éric Loutte - Couleurs : Sylvaine Scomazzon -  (ISBN 978-2-9520681-7-8) — Encrage des personnages : Léonardo Palmisano.

### Collectifs
- Vesparadise, BD Lire Éditions, février 2014
Scénario : collectif - Dessin : collectif dont Léonardo Palmisano - Couleurs : quadrichromie,Tirage limité à 300 ex.

Paroles de Scouts
- 1. Volume 1[8], TJ Éditions, coll. « History Collection », 28 août 2014
Scénario et dessin : collectif dont Léonardo Palmisano - Couleurs : Studio Leonardo -  (ISBN 978-2-930743-09-7) — Participation : récit de 5 planches.